# Cipolla Colt
Cipolla Colt è un film del 1975 diretto da Enzo G. Castellari.

## Trama
Nella cittadina di Paradise City arriva Onion, un simpatico avventuriero che ha comprato un terreno nel paese da un certo Foster, misteriosamente morto in un incidente, per piantarvi delle cipolle (di cui va pazzo). Ben presto Onion scopre che Foster è stato ucciso dai tirapiedi del perfido Petrus Lamb, il proprietario della Oil Company, una compagnia petrolifera pronta a tutto pur di ottenere i terreni necessari all'estrazione del greggio. Onion stringe amicizia con il fondatore del giornale locale, Pulitzer, e si innamora, ricambiato, di sua figlia; grazie al loro aiuto e a quello dei due figli di Foster, Caligola e Nerone, riuscirà alla fine a incastrare i colpevoli e a punirli per i loro misfatti. Il terreno acquistato da Onion, però, per via della presenza di un giacimento petrolifero, risulterà non idoneo alla coltivazione delle cipolle.

## Colonna sonora
Le musiche sono state composte da Guido e Maurizio De Angelis, il cui nome d'arte è Oliver Onions ("onion" in inglese significa "cipolla").

## Distribuzione
Il film è stato distribuito nei cinema italiani il 25 agosto 1975.